# 亨利二十四世 (羅伊斯-埃伯斯多夫)
亨利二十四世（德語：Heinrich XXIV.，1724年1月22日—1779年5月13日），羅伊斯-埃伯斯多夫伯爵，1747年至1779年在位。

## 家庭
1754年，亨利與埃爾巴赫-舍恩貝格的卡羅琳·恩尼絲汀結婚，兩人共有3子3女：
1. 亨利四十六世（1755年—1757年），夭折
2. 奧古斯塔（1757年—1831年），薩克森-科堡-薩爾費爾德公爵夫人
3. 路易絲（1759年—1840年）
4. 亨利五十一世（1761年—1822年），羅伊斯-埃伯斯多夫親王
5. 亨利五十三世（1765年—1770年），夭折
6. 亨麗埃特（1767年—1801年）